# 马塔弗隆-格朗日
马塔弗隆-格朗日（法語：Matafelon-Granges，法語發音：[mataf(ə)lɔ̃ gʁɑ̃ʒ]）是法国东部安省的一个市镇，属于楠蒂阿区。该市镇于1973年由原市镇马塔弗隆（Matafelon）与格朗日（Granges）合并而成。

## 地理
马塔弗隆-格朗日（46°15'40"N, 5°33'14"E）面积21.54 平方千米，位于法国奥弗涅-罗讷-阿尔卑斯大区安省，该省份为法国东部省份，北起汝拉省，西北接索恩-卢瓦尔省，西接罗讷省和里昂大都会，南至伊泽尔省，东与萨瓦省、上萨瓦省和瑞士接壤。
与马塔弗隆-格朗日接壤的市镇（或旧市镇、城区）包括：博洛宗、科尔韦西亚、伊泽诺尔、萨莫尼亚、松托纳拉蒙塔涅、图瓦雷特-夸西亚。
马塔弗隆-格朗日的时区为UTC+01:00、UTC+02:00（夏令时）。

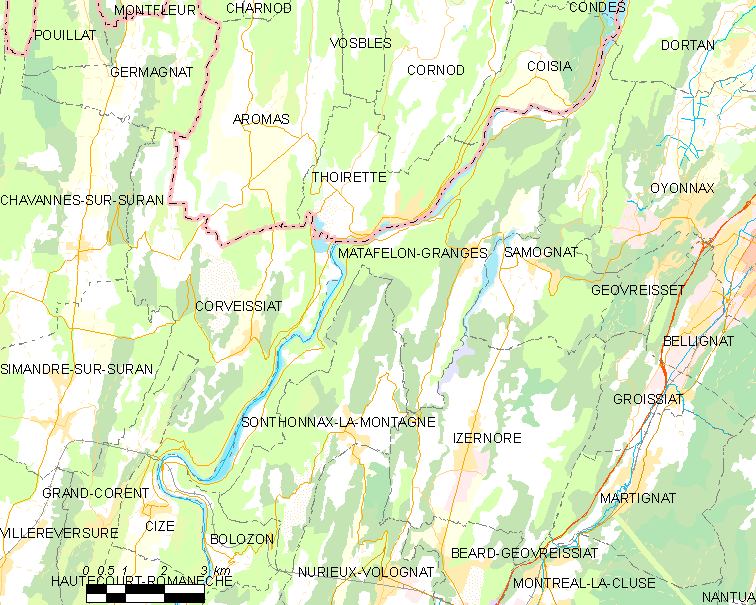
马塔弗隆-格朗日的OSM定位图

## 行政
马塔弗隆-格朗日的邮政编码为01580，INSEE市镇编码为01240。

## 政治
马塔弗隆-格朗日所属的省级选区为蓬丹县。

## 人口

1962-2008年间马塔弗隆-格朗日人口变化图示

马塔弗隆-格朗日于2022年1月1日时的人口数量为630人。